# توماس بوبل
توماس بوبل (بالبولندية: Tomasz Bobel) (29 ديسمبر 1974 بفروتسواف في بولندا - ) هو لاعب كرة قدم بولندي في مركز حراسة المرمى. شارك مع منتخب بولندا تحت 21 سنة لكرة القدم. أما مع النوادي، فقد لعب مع إرتسغيبيرغه آوه وباير 04 ليفركوزن وشلوسك فروتسلاو وفورتونا كولن ونادي دويسبورغ ونادي نيفتشي باكو وBayer 04 Leverkusen II ‏.

## وصلات خارجية
- توماس بوبل على موقع الاتحاد الأوربي (الإنجليزية)
- توماس بوبل على موقع قاعدة بيانات كرة القدم.إي يو (الإنجليزية)
- توماس بوبل على موقع بيانات كرة القدم. دي إي (الألمانية)
- توماس بوبل على موقع عالم كرة القدم.نت (الإنجليزية)